# HMS Iron Duke (1912)
HMS Iron Duke – brytyjski pancernik, okręt główny typu Iron Duke, druga jednostka Royal Navy noszącą tę nazwę. Nosił nazwę pochodzącą od księcia Wellingtona. Służył jako jednostka flagowa Grand Fleet podczas I wojny światowej, także w czasie bitwy jutlandzkiej. Przez większą część tego konfliktu bazował wraz z resztą Grand Fleet w Scapa Flow.

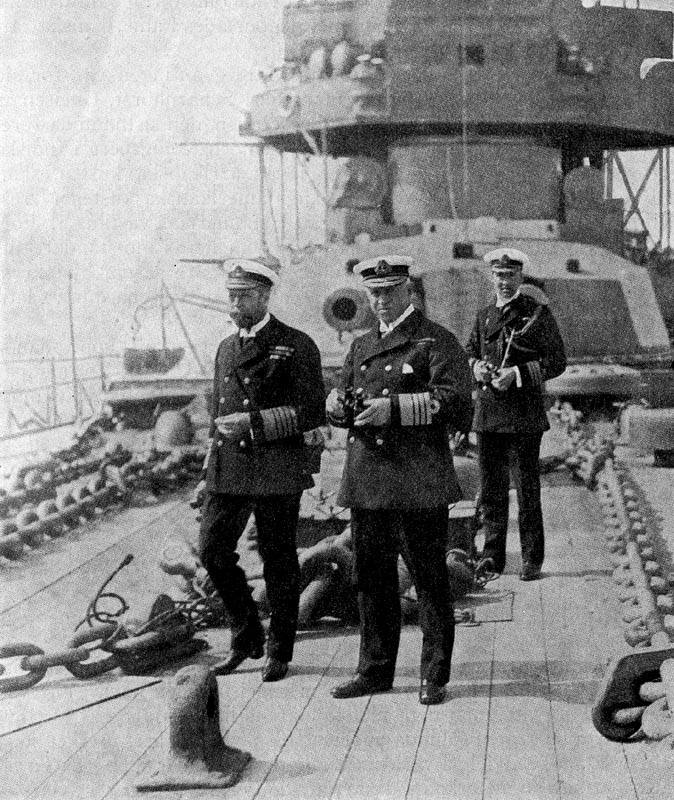
Jerzy V i admirał Callaghan na pokładzie HMS „Iron Duke”

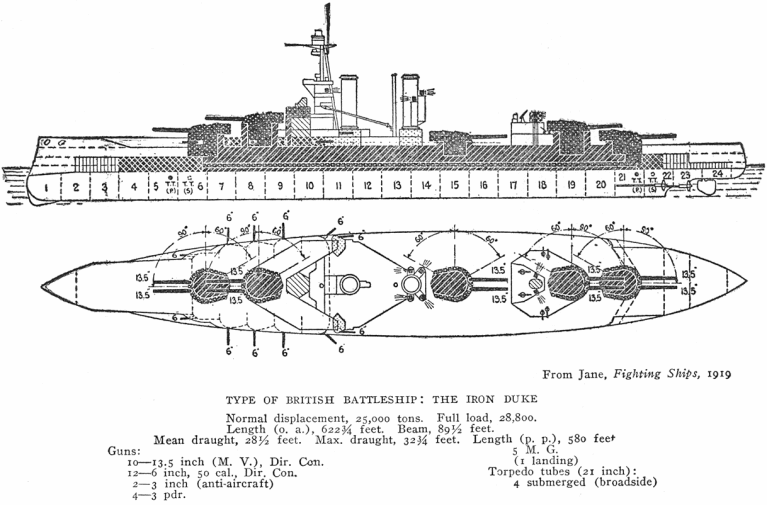

## Historia
Okręt zwodowano 12 października 1912 w Portsmouth. Był pierwszą jednostką swojego typu. Po wejściu do służby jednostka dołączyła do Home Fleet jako okręt flagowy admirała sir George`a Callaghana. Krótko przed wybuchem walk Callaghan został zastąpiony przez Johna Jellicoe, który uczynił z „Iron Duke” okręt flagowy nowo zorganizowanej Grand Fleet. Jedynym dużym starciem zbrojnym, w którym wziął udział okręt w I wojnie światowej, była bitwa jutlandzka (31 maja 1916). Służył wtedy w 2 Eskadrze Bojowej (ang. 2nd Battle Squadron). Później pancernik został na krótki czas okrętem flagowym Davida Beatty, kiedy ten objął dowodzenie nad Grand Fleet pod koniec 1916. Jednak ten dowódca szybko przeniósł swój proporzec na HMS „Queen Elizabeth”.
Po wojnie okręt został przeniesiony do Floty Śródziemnomorskiej, gdzie także służył jako jednostka flagowa, tym razem dla admirała sir Johna de Robecka. Okręt służył we Flocie Śródziemnomorskiej i brytyjskiej Flocie Atlantyku do 1929, gdy został przesunięty do rezerwy.
W 1931, po wejściu w życie ustaleń londyńskiego traktatu morskiego „Iron Duke” został rozbrojony i służył jako okręt szkolny dla artylerzystów. Z tego powodu usunięto wieże artylerii głównej B i Y oraz wyrzutnie torped, a zamontowano dwa 4 calowe działa przeciwlotnicze, a kolejne działa zostały zamontowane w miejsce wieży B. W 1939 dwudziałową wieżę kal. 4,5 cala zamontowano na wieży X. Podczas II wojny światowej okręt był używany jako hulk sztabowy w Scapa Flow. 17 października 1939 pancernik został uszkodzony podczas niemieckiego nalotu bombowców Ju 88 z jednostki I./KG.30. Dwie bomby rozerwały się obok lewej burty i spowodowały zalanie przedziałów, na skutek czego okręt musiał być odholowany i osadzony na płyciźnie w zatoce Ore Bay, gdzie pozostał do zakończenia wojny. Na skutek nalotu zginął jeden marynarz i 25 zostało rannych, artyleria na brzegu zestrzeliła przy tym jeden samolot.
Stary okręt sprzedano na złom w 1946 i rozebrano w Glasgow w 1948. Dzwon okrętowy HMS „Iron Duke” znajduje się na wystawie w katedrze w Winchesterze.